# Chorographia sacra Brabantiae

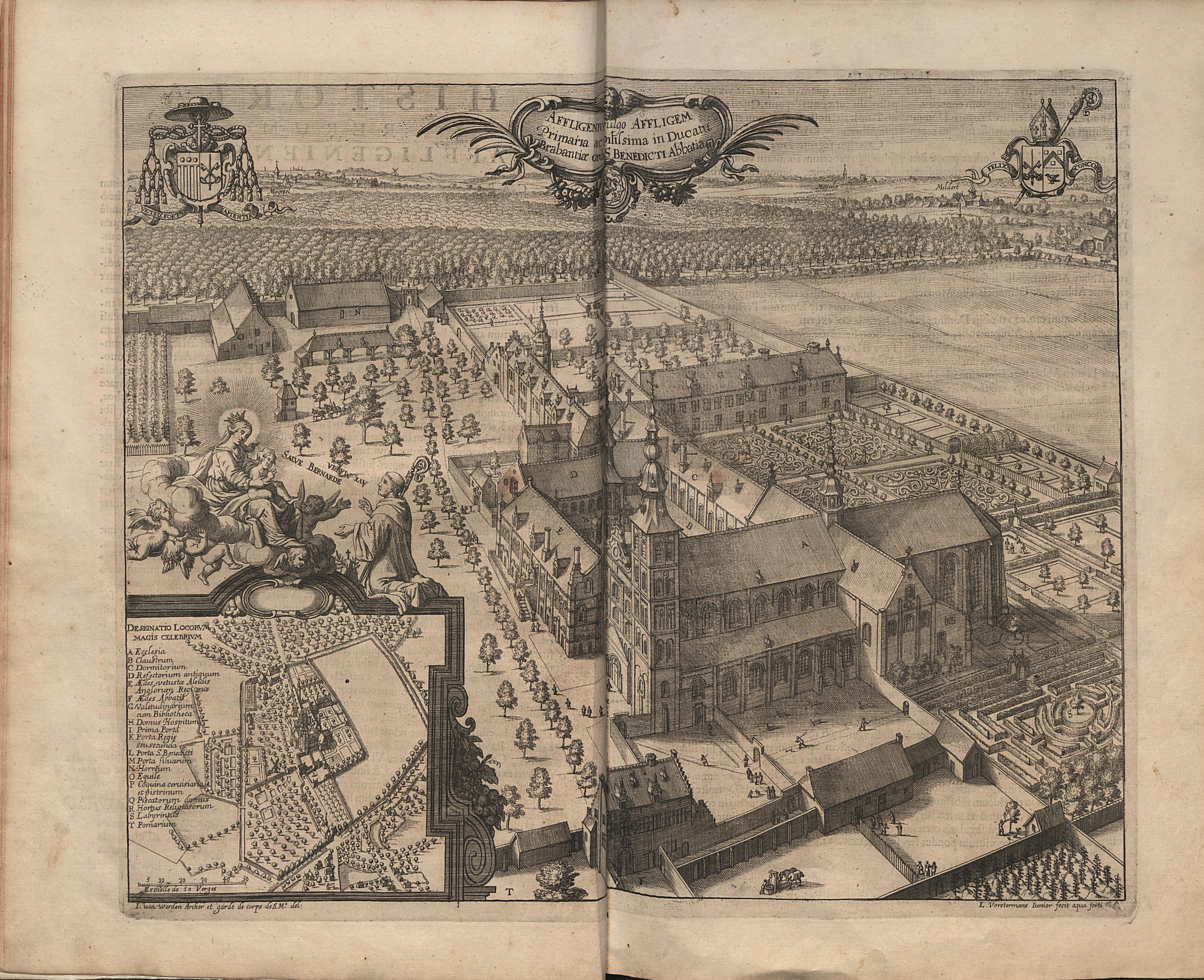
De Abdij van Affligem, waar Sanderus verbleef tijdens het schrijven van de Chorographia. Ets van Lucas Vorsterman uit het eerste deel, 1659.

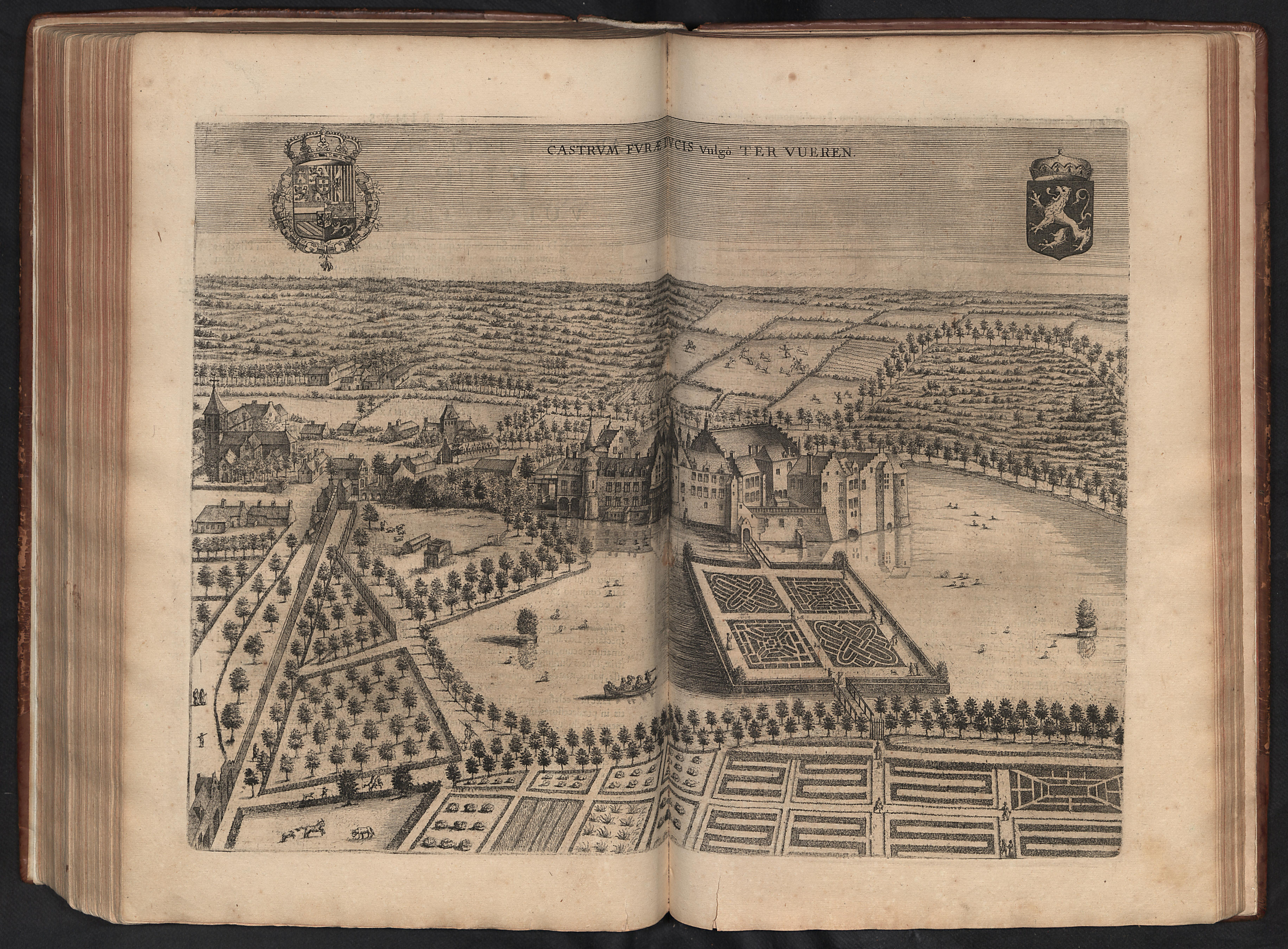
Het Kasteel van Tervuren, eveneens uit het eerste deel.

Chorographia sacra Brabantiae (Latijn voor Heilige chorografie van Brabant) was het voornaamste werk van de kanunnik Antonius Sanderus. Het boek is verschenen in 1659-1663 en geeft een historisch-geografische beschrijving van het hertogdom Brabant, met veel aandacht voor de religieuze aanwezigheid. Ooit was het een standaardwerk in elke abdij- of kasteelbibliotheek. Nu is het vooral nog bekend om de gedetailleerde illustraties in vogelperspectief.

## Ontstaan
De chorografie of streekbeschrijving was een antiek genre dat in de renaissance terug in zwang raakte. Een eeuw vóór Sanderus had Lodovico Guicciardini de volledige Nederlanden behandeld (Descrittione di tutti i Paesi Bassi, 1567), en in 1606 had Laurens van Haecht Goidtsenhoven een chorografie aan Brabant gewijd (Chroniike van den Hertoghen van Brabant). Bij Sanderus lag de nadruk op het contrareformatorische programma. In 1641-42 had hij zijn eerste chorografische project gebundeld, Flandria Illustrata, en onmiddellijk begon hij aan een Brabants equivalent. Om het betrouwbaarder te maken had hij meer lokale informanten nodig. Daarom stelde hij twee uitgebreide vragenlijsten op die hij stuurde naar vrienden, kennissen, priesters, abten en andere personen die hem tot hulp konden zijn. Hij vroeg naar stichtingsgeschiedenissen, naar mirakels en relieken, naar lijsten van hoogwaardigheidsbekleders, maar zijn respondenten moesten ook afstanden, topografische gegevens, fauna en flora en ander geografisch materiaal aanleveren. Voor het schrijven installeerde Sanderus zich in de abdij van Affligem.
De editio princeps bestond uit een reeks afzonderlijk genummerde en betitelde monografieën, samengebracht in twee kloeke volumes. De titel luidde: Chorographia sacra Brabantiae sive celebrium in ea provincia ecclesiarum et coenobiorum descriptio, imaginibus aeneis illustrata. Uitgever-drukker was de Brusselaar Philips Vleugaert. Het eerste deel vermeldt hem als algemene uitgever en draagt de verschijningsdatum 1659, maar de onderdelen waaruit het is samengesteld hebben telkens een eigen uitgever en een datum die soms ruim later kan zijn (van 1656 tot 1669). De volgorde en samenstelling verschillen dan ook grondig van exemplaar tot exemplaar.
Menig prominent die reikhalzend uitkeek naar het te verschijnen tweede deel, bleef teleurgesteld achter. Door een opeenvolging van vreemde voorvallen zou het nauwelijks verspreiding kennen. Onmiddellijk bij publicatie in 1663, liet de stad Doornik de verkoopsklare oplage om onbekende redenen in beslag nemen. Sanderus stierf berooid in 1664. Enkele jaren later slaagde de Brusselse drukker Frickx erin om het fonds van het tweede deel te verwerven. Hij had er veel geld voor betaald, maar voor hij tot een herdruk kwam vernielde het Franse bombardement van 1695 zijn hele hebben en houden. De weinige exemplaren die al circuleerden, stegen geweldig in prijs. Op vandaag zijn er van het tweede deel maar vijf of zes exemplaren bewaard, en geen enkel ervan is volledig.

## Inhoud
In twee volumes beschrijft de Chorographia het Spaans gebleven deel van het hertogdom Brabant. Het combineert kerkelijke en dynastieke geschiedschrijving, hagiografie en topografisch-geografische elementen. In de geest van de contrareformatie verheerlijkte Sanderus de glorie van de kerk, onder bescherming van het vorstelijk huis. Over de afgesplitste delen van het hertogdom en de enclaves bleef hij discreet. Hij verwees weinig naar de Tachtigjarige Oorlog, behalve waar hij het had over de katholieke martelaren.
Het eerste deel telt 27 geïllustreerde monografieën. Eerst behandelde het de belangrijkste abdijen, kloosters en kerken in alfabetische volgorde. Daarna volgde een beschrijving van de hertogelijke kastelen en domeinen, aangevuld met een Status Aulicus en Dissertatiuncula. Deel twee kwam in 1663 op de markt en bevat nog eens veertig monografieën. Soms nam Sanderus een bestaand werk over, dat hij dan bewerkte. De hoofdauteur was dan duidelijk vermeld bijvoorbeeld Joannes Antonius a Gurnez voor het hoofdstuk over Laken).
Tussen de Latijnse teksten zijn hier en daar ook Nederlandse passages te vinden.

## Illustraties
Lucas Vorsterman de Jonge maakte vijftien platen voor het eerste deel. Ook zijn leerling Jacob Neefs leverde een grote bijdrage. Andere graveurs zijn meestal vermeld bijvoorbeeld Wenceslas Hollar, Jan Van Troyen, Peter Clouwet, Coenraed Lauwers, Pieter Dannoot), dan weer anoniem. Ook de schilders en ontwerptekenaars waarop een aantal prenten zich baseerden, kregen credits: o.m. Leo van Heil, Johannes Peeters, Antoon Sallaert, Jan Mortel en Jacques van Weerden. De volgende domeinen zijn in minutieus detail afgebeeld:
- Priorij van Zevenborren[5]
- Celestijnenklooster van Heverlee[6]
- Benediktinessenabdij van Vorst[7]
- Sint-Pieter-ter-Ziekenpriorij van Brussel[8]
- Cisterciënzerinnenpriorij van Muizen[9]
- Sint-Bernardusabdij van Hemiksem[10]
- Sint-Geertruiabdij van Leuven[11]
- Benediktijnenabdij van Affligem[12]
- Groot Begijnhof van Brussel[13]
- Karmelietessenklooster van Vilvoorde[14]
- Minderbroederklooster van Leuven[15]
- Priorij van Sint-Maartensdal[16]
- Premonstratenzerabdij van Park[17]
- Benediktijnenabdij van Vlierbeek[18]
- Abdij van Sint-Jakob op de Koudenberg[19]
- Cisterciënzerinnenabdij van Ter Kameren[20]
- Onze-Lieve-Vrouwekerk van Laken[21]
- Kasteel Malinez (Laken)[22]
- Kasteel Van Achlen (Laken)[23]
- Kartuizerklooster Onze-Lieve-Vrouw ter Scheut[24]
- Predikherenklooster van Brussel[25]
- Minderbroederklooster van Brussel[26]
- Miniemenklooster van Brussel[27]
- Kapucijnenklooster van Brussel[28]
- Augustijnenklooster van Brussel[29]
- Ongeschoeide karmelietessenklooster van Brussel[30]
- Karmelietenklooster van Brussel[31]
- Karmelietenklooster van Mechelen[32]
- Abdij Onze-Lieve-Vrouw van de Roos van Jericho[33]
- Jezuïetenkerk en -college van Brussel[34]
- Jezuïetencollege van Antwerpen[35]
- Jezuïetenkerk en -klooster van Antwerpen[36]
- Jezuïetencollege van Mechelen[37]
- Augustijnerpriorij van Groenendaal[38]
- Sint-Willibrorduskerk van Berchem[39]
- Predikherenklooster van Antwerpen[40]
- Basiliek van Scherpenheuvel[41]
- Basiliek van Brussel[42]
- Cisterciënzerabdij van Villers[43]
- Benediktijnerabdij van Kortenberg[44]
- Sint-Michielsabdij van Antwerpen[45]
- Abdij van Dielegem[46]
- Rood-Klooster[47]
- Abdij van Grimbergen[48]
- Abdij van Averbode[49]
- Norbertinessenpriorij Onze-Lieve-Vrouw van Leliëndaal[50]
- Abdij van Gembloers[51]
- Sint-Salvatorabdij van Antwerpen[52]
- Minderbroedersklooster van Antwerpen[53]
- Recollettenklooster van Boetendaal[54]
- Benediktinessenabdij van Groot-Bijgaarden[55]
- Augustijnerabdij van Corsendonck[56]
- Premonstratenzerabdij van Helissem[57]
- Minderbroederklooster van Mechelen[58]
- Premonstratenzerabdij van Tongerlo[59]
- Berg van Barmhartigheid (Brussel)[60]
- Berg van Barmhartigheid (Antwerpen)[61]
- Berg van Barmhartigheid (Mechelen)[62]
- Koudenbergpaleis[63]
- Kasteel van Tervuren[64]
- Kapucijnenklooster van Tervuren[64]
- Onze-Lieve-Vrouwkerk van Jezus-Eik[65]
- Commanderij van Pitzemburg[66]
- Maagd van Hanswijk[67]
- Kasteel Dry Borre (Oudergem)[68]
- Jachthuis van Bosvoorde[69]
- Paardenstoeterij De Binders[70]
- Zoniënwoud (kaart)[71]
- Kasteel van Genappe[72]
- Burcht van Leuven[73]
- Kasteel van Vilvoorde[74]
- Gravensteen (Gent)[75]
- Prinsenhof (Gent)[76]
- Prinsenhof (Brugge)[77]
- Prinsenhof (Rijsel)[78]
- Kasselrijhof van Ieper[79]
- Kasteel van Rupelmonde[80]
- Kasteel Ter Walle (Niepkerke)[81]
- Kasteel van Petegem[82]
- Kasteel en Land van Beveren[83]
- Hof ter Kruisen[84]
- Kasteel van Rummen[85]
- Kasteel van Montigny[86]
- Kasteel van Rèves[87]
- Kasteel van Schiplaken[88]
- Kasteel van Voorde[89]
- Kasteel van Faing[90]
- Kasteel van Piétrebais[91]
- Kasteel de Rivieren[92]
- Kasteel van Presles[93]
- Kasteel van Itter[94]
- Kasteel van Fauquez[95]
- Kasteel van Marche[96]
- Kasteel van Klabbeek[97]

## Heruitgave
In 1726-27 liet Christiaan van Lom een herwerkte editie van de Chorographia verschijnen in Den Haag. De drie delen droegen als titel Chorographia sacra Brabantiae sive Celebrium aliquot in ea provincia abbatiorum, coenobiorum, monasteriorum, ecclesiarum, piarum fundationum descriptio. Tegenover de eerste uitgave zijn een twaalftal seculiere hoofdstukken weggelaten en is de kwaliteit van de prenten minder. Voor historici zijn de nieuwe illustraties niettemin bijzonder interessant als vergelijkend materiaal: de topografische en bouwkundige situatie is geactualiseerd en wordt vaak vanuit een licht afwijkend gezichtspunt weergegeven. De voornaamste illustratoren van de Haagse uitgave waren Jean-Baptiste Berterham, Renier Blokhuysen, David Coster en Jacobus Harrewijn.
Ook Jacques Le Roy wordt dikwijls in verband gebracht met de Chorographia. Tijdens zijn leven publiceerde hij twee werken over Brabant: Castella et praetoria nobilium Brabantiae (1696) en Brabantia illustrata Sive Castella et Praetoria Nobilium Brabantiae (ca. 1710). Aan deze seculiere onderwerpen werd postuum nog een publicatie toegevoegd die de religieuze instellingen beschreef. Zijn meertalige werk werd ook uitgebracht in het Nederlands: Groot kerkelyk toneel des Hertogdoms van Brabant (1727) en Groot wereldlyk tooneel des hertogdoms van Braband (1730). Het waren echter geen Sanderusvertalingen.

## Voetnoten
1. ↑  Raingard Esser, The Politics of Memory. The Writing of Partition in the Seventeenth-Century Low Countries, BRILL, 2012, blz. 291
2. ↑  Jules de Saint-Genois, Antoine Sanderus et ses écrits. Une page de notre histoire littéraire au XVIIe siècle, Gent, De Busscher, 1861, blz. 29-30
3. ↑  Jean-Noël Paquot, Mémoires pour servir à l'histoire littéraire des dix-sept provinces des Pays-Bas, de la principauté de Liège, et de quelques contrées voisines, Leuven, deel XVI, blz. 384
4. ↑  Raingard Esser, The Politics of Memory. The Writing of Partition in the Seventeenth-Century Low Countries, BRILL, 2012, blz. 293
5. ↑  Coenobium Septem Fontium vulgo Seven-Borren, qui celebris prioratus est, ordinis canonicorum regularium s. Augustini, congregationis Windeshemensis in Sylva Sonia apud Alsembergum
6. ↑  Ex scriptis r. patris Nicolai de Ville Heverleae prioris Heverlea celestina brevi choriographia
7. ↑  Chorographia Sacra Coenobij de Foresto, Quae Nobilis Et Antiqua Sanctimonialium Ord. D. Benedicti Est Abbatia
8. ↑  Coenobium S. Petri Apostoli Canonicarum Regularium Ordinis sancti Augustini
9. ↑  Coenobium de Musenis, quae celebris et antiqua est praelatura sanctimonialium ordinis cisterciensis
10. ↑  Chorographia sacra celeberrimae abbatiae loci s. Bernardi
11. ↑  Chorographia Sacra Nobilis Et Antiqvi Coenobii S. Gertrudis Lovanii Canonicorum Regularium Ordinis S. Avgvstini
12. ↑  Affligenium, Vulgò Affligem, Celeberrima Ordinis S. Benedicti
13. ↑  Chorographia Sacra Beginagii Brvxellensis, De Vinea S. Mariae Nvncvpati
14. ↑  Chorographia sacra coenobii monialium ordinis beatissimae virginis Mariae de Monte Carmelo sub titulo divae consolatricis vulgo Ten Troost Vilvordiae
15. ↑  Conventus Lovaniensis ff. minorum regularis observantiae
16. ↑  Lovaniense coenobium s. Martini brevi historia ex domesticis potissimum ipsius et aliis fide dignis
17. ↑  Descriptio chorographica antiquae admodum, et celebris abbatiae Parchensis, ad muros Lovanienses
18. ↑  Chorographia Sacra Vlierbaci Qvae Celebris Et Antiqva Est Abbatia Ordinis S. Benedicti In Svbvrbano Lovaniensi
19. ↑  Chorographia sacra celebris et antiqui Coenobii S. Jacobi de Caldenberga, vulgo Coudenberch, Ordinis Canonicorum Regularium S. Augustini
20. ↑  Chorographia sacra Camerae quae nobilis et antiqua est abbatia sanctimonialium ordinis cisterciensis
21. ↑  Laca Parthenia. Mariani cvltvs antiqvitate, et miracvlorvm gloria illvstris
22. ↑  Laca Parthenia (Praetorium Mariae Ludovicae Malinez Viduae D. Johannis Servais) (niet in Haagse editie)
23. ↑  Laca Parthenia (Praetorium D. Petri Van Achlen) (niet in Haagse editie)
24. ↑  Coenobiographia Carthusiae Bruxellensis, Qvae Olim Nostrae Dominae De Gratia In Schevt Vocata Fvit
25. ↑  Chorographia celeberrimi coenobii Bruxellensis ff. praedicatorum
26. ↑  Conventus pp. Minorum brevi chorographia (Delineatio conventus Bruxellensis F.F. Minorum Recollectorum)
27. ↑  Coenobium Bruxellense ordinis pp. Minorum s. Francisci de Paula
28. ↑  Coenobium Bruxellense pp. Capucinorum
29. ↑  Coenobium Bruxellense ordinis pp. Eremitarum s. Augustini brevi chorographia
30. ↑  Coenobium Bruxellense sanctimonialium discalceatarum ordinis beatissima virginis Mariae de Monte Carmelo (Conventus Bruxellensis pp. carmelitarum discalceatorum)
31. ↑  Chorographia sacra carmeli Bruxellensis
32. ↑  Chorographia celebris et antiqui monasterii s. patris Eliae ordinis fratrum beatissimae virginis Mariae de monte Carmelo Mechliniae
33. ↑  Chorographia sacra coenobii canonicarum regularium ordinis d. Augustini titulo b. Mariae virginis rosae plantatae in Hiericho
34. ↑  Collegium Societatis Iesu Bruxellis
35. ↑  Collegium societatis Jesu Antverpiae - Convictus Societatis Jesu Antwerpia
36. ↑  Templum et Domus professa Societatis Jesu Antverpiae
37. ↑  Domus professa Societatis Jesu Antverpiae, una cum appendicula collegii Mechlin
38. ↑  Chorographia sacra insignis Canonicae B. Mariae et S. Joannis Baptistae in viridi valle vulgo Groenendael
39. ↑  Parochialis ecclesia s. Willibrordi, in suburbano Antverpiensi, miraculosa b. Mariae virginis
40. ↑  Coenobium pp. prædicatorvm Antverpiæ
41. ↑  Chorographia Sacra Asperi Collis, Sive Augusta B. Mariae Virginis Basilica (Neapolis Montis Acuti, vulgo Scerpenheuvel)
42. ↑  Basilica Bruxellensis SS. Michaelis et Gudilae
43. ↑  Chorographia Sacra Villarij Qvod Est Celeberrimvm Cisterciensis Ordinis Coenobium
44. ↑  De prœstantioribus regis catholici in Belgio conciliis dissertatiuncula (Abbatia de Cortenberg ordinis Sti Benedicti)
45. ↑  Chorographia Sacra Coenobii S. Michaelis Antverpiae Qvae Celeberrima Et Omnivm In Brabantia Est Antiqvissima Praemonstratensi
46. ↑  Coenobiographia Sacra Celebris Et Antiquae Abbatiae Jettensis, Vulgò Diligem Ordinis Praemonstratensis
47. ↑  Chorographia Sacra Insignis Canonicae S. Pauli Rvbeae Vallis, vulgo Roode-Clooster, In Zonia Ord. Can. Reg. S. Augustini Capituli Windesemensis
48. ↑  Chorographia Sacra Abbatiae Grimbergensis In Ordine Praemonstratensi Celeberrimae
49. ↑  Chorographia Sacra Averbodij Qvae Celebris Est, Et in agro Campiniensi antiquissima Canonicorum Ordinis Praemonstratensis Abbati
50. ↑  Chorographia Sacra Praepositurae Vallis Liliorvm Qvod Celebre Et Antiquum Est Coenobium Monialivm Canonicarvm Ord. Praemonstrate
51. ↑  Gemblacum oppidum, et abbatia, brevi descriptione chorographica et aenea imagine adorata
52. ↑  Coenobiographia Abbatiae S. Salvatoris In Civitate Et Dioecesi Antverpiensi Sacri Cisterciensis Ordinis
53. ↑  Conventus Antverpiensis PP. Minorum
54. ↑  Coenobium de Boetendale ff. Minorum Recollectorum in suburbano Bruxellensi
55. ↑  Magna Bigardia, vulgo den Grooten Bigarde, abbatia monialium ordinis S. Benedicti
56. ↑  Chorographia sacra celebris canonicae b. Mariae virginis in Corssendoncq ord. canonicorum regularium s. Augustini capituli Windesemensis
57. ↑  Abbatia Helissemia
58. ↑  Conventus Mechliniensis ff. minorum regularis observantiae
59. ↑  Chorographia sacra Tungerloae quae celeberrima et antiquissima apud Taxandros ordinis
60. ↑  Dissertatiuncula de origine et justitia Montis Pietatis Bruxellensis aliorumque quorundam ei similium (Facies exterior Montis Pietatis Bruxellensis en Facies interior Montis Pietatis Bruxelliensis) (niet in Haagse editie)
61. ↑  Dissertatiuncula de origine et justitia Montis Pietatis Bruxellensis aliorumque quorundam ei similium (Montis Pietatis Antverpiae) (niet in Haagse editie)
62. ↑  Dissertatiuncula de origine et justitia Montis Pietatis Bruxellensis aliorumque quorundam ei similium (Montis Pietatis Mechliniae) (niet in Haagse editie)
63. ↑  Regiae Domus Belgicae Sive Palatium Bruxellense cum aliis
64. 1 2  Regiae Domus Belgicae Sive Palatium Bruxellense cum aliis (Arx et ecclesia parochialis Furana, vulgo Ter-Vueren)
65. ↑  Ad Quercuni Jesu, vulgo Jesukens Eyck (Onse Lieve Vrou in Iesus Eyck)
66. ↑  Chorographia sacra domus et commendariae de Pitsenborch, ordinis Teutonici in Mechlinia
67. ↑  Dissertativncvla de origine cœnobii & in eo imaginis miraculis claræ B. virginis Mariæ de Hanswyck
68. ↑  Regiae Domus Belgicae Sive Palatium Bruxellense cum aliis (Castrum Trium Fontium Vulgo Drÿ Borren)
69. ↑  Regiae Domus Belgicae Sive Palatium Bruxellense cum aliis (Boetsfort)
70. ↑  Regiae Domus Belgicae Sive Palatium Bruxellense cum aliis (Hippotropheion Ducis Brabantiae Vulgo de Binders)
71. ↑  Regiae Domus Belgicae Sive Palatium Bruxellense cum aliis (Sylva Sonia ducis Brabantiae vulgo Sonien-Bosch)
72. ↑  Regiae Domus Belgicae Sive Palatium Bruxellense cum aliis (Castrum Genapiensis vulgo le Bourg et chasteau de Gennep)
73. ↑  Regiae Domus Belgicae Sive Palatium Bruxellense cum aliis (Arx Lovaniensis sive Burgus)
74. ↑  Regiae Domus Belgicae Sive Palatium Bruxellense cum aliis (Arx Wilvordiana)
75. ↑  Regiae Domus Belgicae Sive Palatium Bruxellense cum aliis (Petra Comitis Volgo s'Graven-Casteel antique etiam Flandriae Principum habitatio)
76. ↑  Regiae Domus Belgicae Sive Palatium Bruxellense cum aliis (Aula Principis Gandavi, vulgo Het s'Princen-Hof)
77. ↑  Regiae Domus Belgicae Sive Palatium Bruxellense cum aliis (Aula Principis Brugis, vulgo Het s'Princen-Hof)
78. ↑  Regiae Domus Belgicae Sive Palatium Bruxellense cum aliis (Curia seu Aula Regia Insulensis vulgo La Court du Roy)
79. ↑  Regiae Domus Belgicae Sive Palatium Bruxellense cum aliis (Sala, seu praetorium Castellaniae Iprensis, vulgo Het Sael-Hof)
80. ↑  Regiae Domus Belgicae Sive Palatium Bruxellense cum aliis (Arx rupelmondae Priscum etiam Principum Flandriae Diversorium)
81. ↑  Regiae Domus Belgicae Sive Palatium Bruxellense cum aliis (Arx Regia Silvae Niepensis vulgo het Casteel ter Walla, le chasteau de la Mote au Bois)
82. ↑  Regiae Domus Belgicae Sive Palatium Bruxellense cum aliis (Pagus et arx Peteghemia)
83. ↑  Chorographia Bevernae et ditionis Bevernensis, in limite Wasiano juxta Antverpiam sitae (niet in Haagse editie)
84. ↑  Brevi chorographia descriptum et in Aquilonari Flandria situm municipium, oppidumque de Caprika (Praetorium Ad Cruces vulgo ter Cruysen in Caprycke nobili vero ac domino D. Arnoldo Ysebrant, Toparchae de Rieland, Soetendael, &c.) (niet in Haagse editie)
85. ↑  Chorographia brevis Castri et Toparchiae de Montigny (niet in Haagse editie)
86. ↑  Chorographia brevis Castri et Toparchiae de Montigny (niet in Haagse editie)
87. ↑  Ravisia vulgo Resves, celebris toparchia (niet in Haagse editie)
88. ↑  Parochiales ecclesiae de Westmalle et Sourselles. Arx Westmalliana. Parochia et comitatus de Heria volgo Here. Praetorium Schiplaken in parochia de Hevere (niet in Haagse editie)
89. ↑  Praetorium de Voorde nobili viro ac Domino D. Petro Adriano Ysebrant (niet in Haagse editie)
90. ↑  Castrum Du Faing, cum arce de Jamoigne in ducatu Luxemburgensi situm (niet in Haagse editie)
91. ↑  Dominium de Peeterbaix (niet in Haagse editie)
92. ↑  Decas tertia arcium et domorum campestium procerum nobilium Rivieren, vulgo Jette (niet in Haagse editie)
93. ↑  Dominium de Presles, et Toparchia Cellensis in ditione Nivellana (niet in Haagse editie)
94. ↑  Praetorium per Illustris et Generosi Dom D. Philippi Ignaty de Rifflart, Baronis de Ittre, &c. (niet in Haagse editie)
95. ↑  Praetorium de Faquez in Baronatu de Ittre in Gallobrantia (niet in Haagse editie)
96. ↑  Praetorium Praenobilis et generosis Dni D. Petri de Voocht dicti de Gryse. Equit. Aurat. Toparch. de Marche (niet in Haagse editie)
97. ↑  Castrum de Clabecq Illustris et nobilissimi Domini Philippi de Cotereau, dicti loci Toparchae (niet in Haagse editie)
98. ↑  "SANDERUS (Antoine)", in: Bibliotheca Belgica. Bibliographie générale des Pays-Bas, par le bibliothécaire en chef et les conservateurs de la bibliothèque de l'université de Gand, Première série, Tome XXII, Gent-Den Haag, Camille Vyt-Mart. Nijhoff, 1880-1890, S. 216
99. ↑  Le grand théâtre sacré du Duché de Brabant, contenant la description générale & historique de l'Église metropolitaine de Malines & toutes les autres églises, cathédrales... & autres fondations religieuses, qui se trouvent dans l'Archevêché de Malines (Den Haag, Christiaan van Lom, 1729 en Gerard Block, 1734)